# 댓 어쿼드 모먼트: 그 어색한 순간
《댓 어쿼드 모먼트: 그 어색한 순간》(영어: That Awkward Moment)은 2014년 공개된 미국의 브로맨스 코미디 드라마 영화이다. 잭 에프론, 마일스 텔러, 마이클 B. 조던이 주인공인 절친 삼인방을 연기하고, 이머전 푸츠, 매켄지 데이비스, 제시카 루커스가 각각 이들의 상대역으로 출연하였다.

## 줄거리
뉴욕에서 싱글의 삶을 누리는 제이슨과 대니얼은 친구 마이키가 이혼을 하게 됐다는 걸 알게 되자 다시 싱글로 돌아오게 된 것을 축하한다. 이들은 가벼운 관계만을 즐기며 영원히 싱글로 남을 것을 맹세하지만 곧 각자가 진지한 연애 관계에 돌입하게 된다. 이를 서로에게 감추려고 하면서 세 사람의 우정은 시험대에 오른다.

## 출연
- 잭 에프론 - 제이슨 역
- 마일스 텔러 - 대니얼 역
- 마이클 B. 조던 - 마이키 역
- 이머전 푸츠 - 엘리 앤드루스 역
- 매켄지 데이비스 - 첼시 역
- 제시카 루커스 - 비라 역
- 애디슨 팀린 - 얼래나 역
- 조시 파이스 - 프레드 역
- 존 로스먼 - 첼시의 아버지 역
- 바버라 개릭 - 첼시의 어머니 역
- 얼리시아 라이너 - 어맨다 실버먼 역
- D. B. 우드사이드 - 비라의 변호사 역
- 에밀리 미드 - 크리스티 역
- 롤라 글로디니